# Oligoclada heliophila
Oligoclada heliophila – gatunek ważki z rodziny ważkowatych (Libellulidae). Występuje na terenie Ameryki Południowej.